# تله پرشی

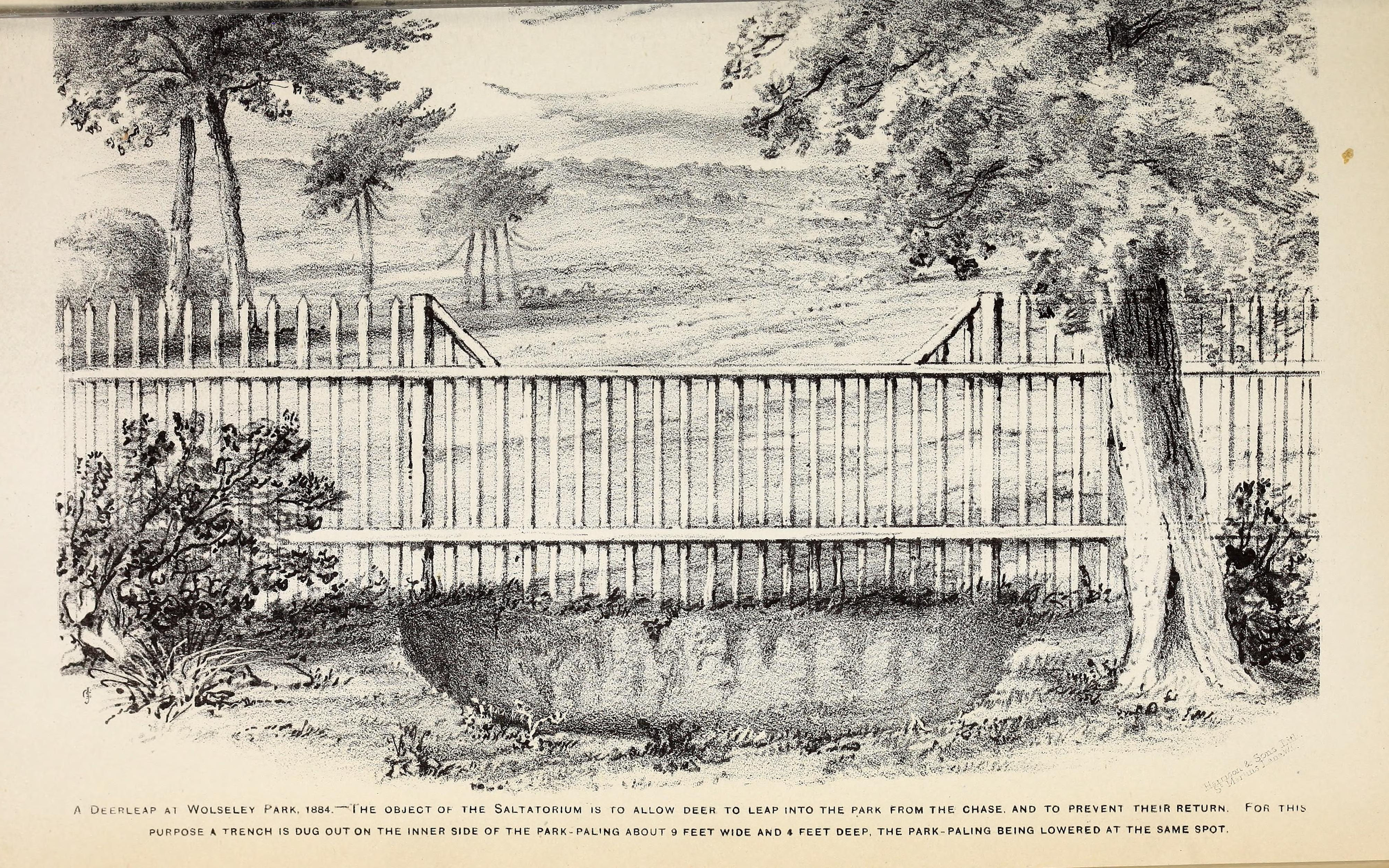

تله پرشی (به انگلیسی: Salter) ساختاری است که گوزن‌ها می‌توانند به درون یک منطقه محصور بپرند اما از بیرون رفتن آنها جلوگیری می‌شود. از واژهٔ لاتین saltare یعنی «پریدن» آمده است. اکنون این کلمه در مطالعه نام‌های نام‌خانوادگی و جای‌نام‌شناسی یا مطالعه نام‌های مکان‌ها، فهمی را فراهم می‌کند.
نله‌های پرشی برای مردمی‌سازی پارک‌های خصوصی گوزن استفاده می‌شد. ممکن است «سالتر» بر «پرش آهو» ترجیح داده شود که مبهم است و ماهیت «یک‌سویه» آن را نمی‌رساند. این واژه، کوتاه‌شدهٔ اصطلاح سالتاتوریوم (saltatorium) است.

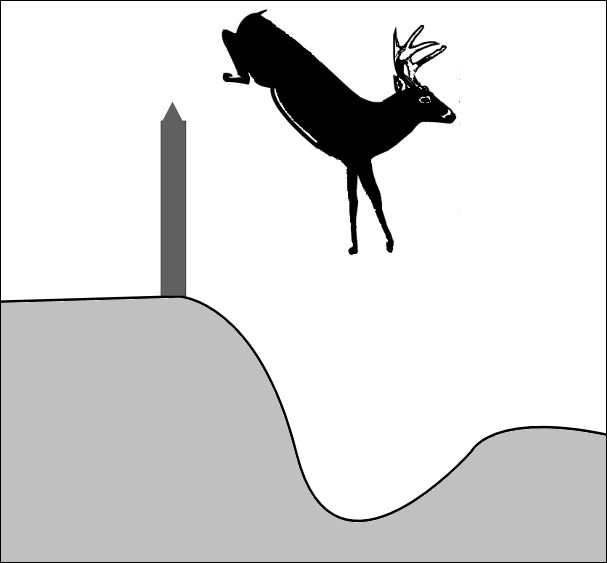
ساختار تله